# Zemrën n’dorë
Zemrën n’Dorë (albanisch für „Herz in der Hand“) ist ein Lied, das von der albanischen Sängerin Besa Kokëdhima interpretiert und mit Kledi Bahiti komponiert wurde. Der Text stammt von Rozana Radi und Petrit Sefaj. Mit dem Titel gewann Kokëdhima den Zuschauerpreis beim 62. Festivali i Këngës. Mit der englischsprachigen Version Titan (stilisiert TiTAN) vertrat die Sängerin Albanien beim Eurovision Song Contest 2024 in Malmö.

## Hintergründe
Mitte Oktober 2023 wurde die Liste der Teilnehmer für das kommende Festivali i Këngës veröffentlicht, unter der auch Besa Kokëdhima eingetragen war. Am 19. Dezember fand das erste Halbfinale des Wettbewerbs statt, in welchem Kokëdhima an zweiter Stelle auftrat. Hierbei konnte sie sich erfolgreich für das Finale qualifizieren, das am 23. Dezember stattfand. Mit dem Großteil der Zuschauerstimmen aus Albanien und dem Kosovo gewann sie schließlich den Zuschauerpreis und erhielt das Recht, Albanien beim kommenden Eurovision Song Contest zu vertreten. Von der Jury zum Sieger des Festivals gewählt wurde hingegen Mal Retkoceri.
Der Titel wurde von Kokëdhima selbst gemeinsam mit Kledi Bahiti geschrieben. Letzterer komponierte bereits den Song Karma, mit dem Anxhela Peristeri 2020 das 59. Festivali i Këngës gewann und 2021 beim Grand Prix auftrat. Der Text stammt von Rozana Radi und Petrit Sefaj. Für die Produktion waren Bahiti und Darko Dimitrov verantwortlich, welcher mit Shaj beim Festivali i Këngës 2019 siegreich war. Das Arrangement entstand mit Bahiti, Dimitrov und Armand Broshka. Laut Kokëdhima war der Titel nicht für das Festival geschrieben worden, sondern war anfangs lediglich eine Demo.

## Inhaltliches
In Hinblick auf Aufbau und Melodie unterscheiden sich die vom Refrain getrennten Teile stark und sind diesbezüglich nicht identisch. Zudem beinhaltet der Teil nach der ersten Wiederholung des Refrains einen Rap.
Laut der Sängerin handelt der Titel von der Verwundbarkeit einer Person in Bezug auf die Liebe und der Hilflosigkeit, die sie empfindet, um gegebene Umstände zu verbessern. Der Titel Titan stehe für die verschiedenen Stadien, die man überstehen müsse, in welchen man Stärke sammle, um die Schwierigkeiten zu überstehen.

## Veröffentlichung
Zemrën n’Dorë wurde unmittelbar nach dem ersten Halbfinale des Festivali i Këngës als Musikstream mit einem Explicit-Kennzeichen veröffentlicht. Am 25. Dezember erschien zudem eine Instrumental-Version. Am 11. März 2024 erschien die überarbeitete, englischsprachige Fassung Titan. Gleichzeitig wurde ein Musikvideo veröffentlicht, das unter der Regie von Hasan Kuyuca entstand.

## Beim Eurovision Song Contest

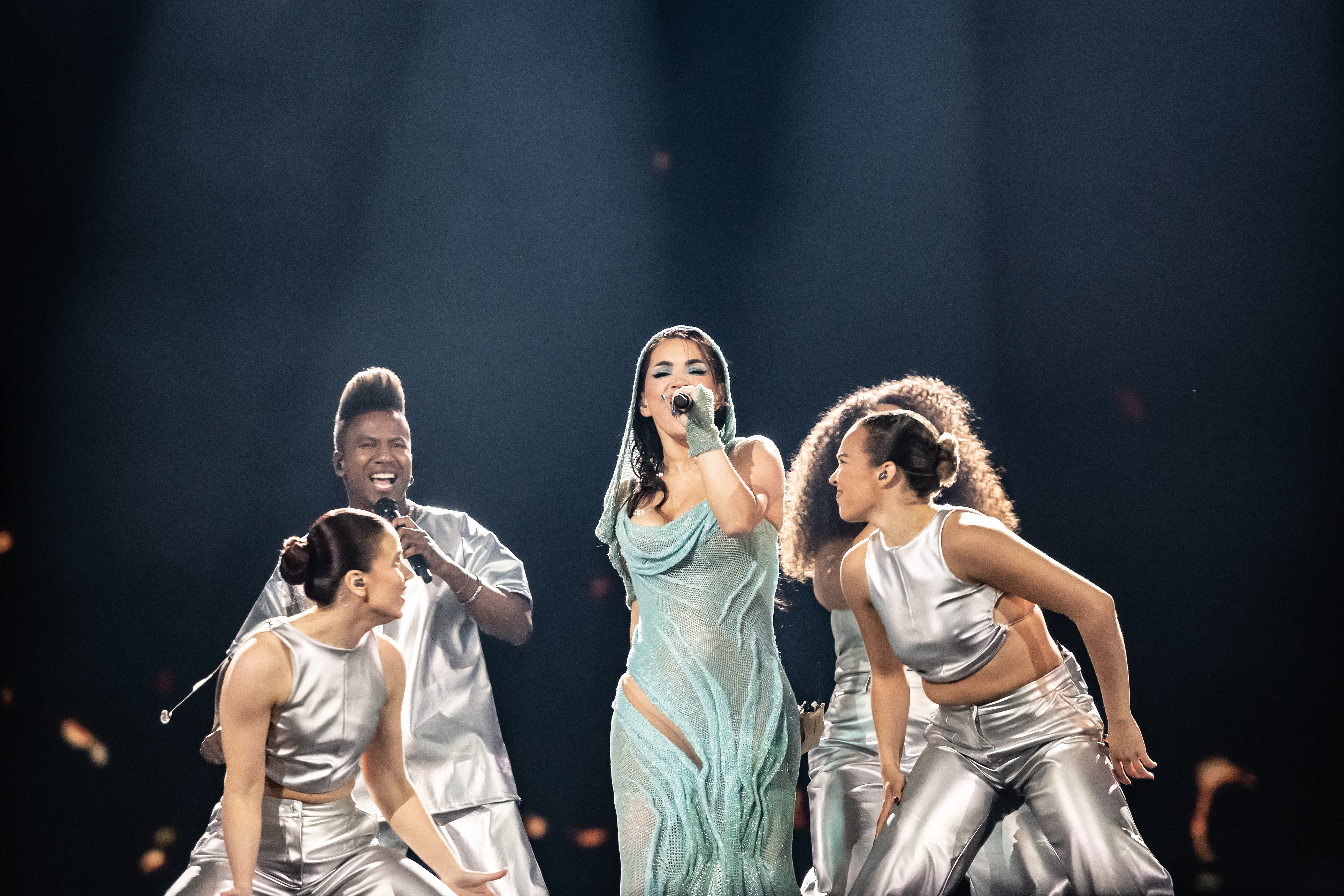
Besa und Tänzerinnen bei einer Probe für den Vortrag des Lieds Titan am Eurovision Song Contest 2024

Mit dem Titel nahm Albanien am Eurovision Song Contest teil. Das Lied konnte sich am 9. Mai 2024 auf dem zweiten Startplatz des zweiten Halbfinales nicht für das Finale qualifizieren und erreichte nur den 15. Platz mit 14 Punkten.

## Rezeption
Imre Grimm und Patrick Fam vom Redaktionsnetzwerk Deutschland bezeichneten den Titel als „Durchhalte-Powerballade“ und „Popware von der Stange“. Der deutsche Fanblog ESC Kompakt vergab durchschnittliche Noten und zeigte sich der überarbeiteten Version wohlgesonnen. Andererseits wurde der Sprachwechsel ins Englische bemängelt. Die Tatsache, dass der Titel verschiedene Stile anreiße, wurde unterschiedlich bewertet. Zu einer ähnlichen Einschätzung kam die Eurovisions-Seite Wiwibloggs, welche die englische Übersetzung ebenfalls bemängelte und eine fehlende „Identität“ feststellte.